# Zarratón
Zarratón – gmina w Hiszpanii, w prowincji La Rioja, w La Rioja, o powierzchni 18,69 km². W 2011 roku gmina liczyła 299 mieszkańców.